# Heterosyphus sicardi
Heterosyphus sicardi là một loài bọ cánh cứng trong họ Bọ hung (Scarabaeidae).